# 와이오밍 준주
와이오밍 준주(Wyoming Territory)는 1868년 7월 25일부터 미합중국의 44번째 주로 승격된 1890년 7월 10일까지 존재한 미국의 자치령, 즉 준주였다. 샤이엔이 준주의 주도였다. 와이오밍 준주 지역은 현재의 와이오밍주과 일치하고 있다.

## 역사
와이오밍 준주의 위치는 루이지애나 인수, 오리건 컨트리와 멕시코 할양지에서 얻은 토지의 교차점에 해당하므로, 와이오밍 영역은 복잡한 영토 역사를 가지고 있다. 결국 와이오밍의 관할 하가 된 영토는 다양한 지점에서 워싱턴주, 오리건주, 아이다호주, 양 다코타, 네브래스카주와 유타주와 관련이 있고, 그 이전에는 영국, 프랑스, 스페인, 멕시코 및 텍사스 공화국에 속해 있었다.

## 준주
와이오밍 준주는 1868년 7월 25일 연방 의회에 의한 기본법에서 설립되었다. 설립 당시 다코타 준주, 아이다호 준주 및 유타 준주의 각 준주에서 영역을 편입했다. 와이오밍 준주는 설립 22년 후 1890년 7월 10일에 미합중국 44번째 주로 승격했다.

## 같이 보기
- 캘리포니아 가도
- 오리건 가도